# Lola serie T280-T290
La Lola serie T280-T290 è una serie di automobili da competizione costruita dalla Lola Racing Cars negli anni settanta del ventesimo secolo, schierate nei campionati per vetture sport prototipo a partire dal 1972 rispettivamente nelle classi tre litri e due litri.

## Contesto
Dopo aver interrotto la produzione della T70 nel 1969, la Lola si trovò nell'impossibilità di realizzare una vettura sport che fosse in grado di competere ad armi pari con la Porsche 917 e la Ferrari 512S, vetture per le quali i rispettivi costruttori avevano messo in campo mezzi e risorse ben oltre il livello di quello che la piccola casa britannica potesse permettersi, soprattutto per quanto riguardava il propulsore. Pertanto si decise di rivolgere le proprie attenzioni al Campionato europeo vetture sport 2 litri, dove i clienti avevano disponibili sul mercato una vasta scelta di propulsori competitivi, realizzando per la stagione 1970 la nuova T210.
Un nuovo cambio regolamentare che sarebbe entrato in vigore per la stagione 1972 mise di nuovo la Lola nelle condizioni di offrire ai propri clienti una vettura con cui affrontare serenamente la concorrenza. Infatti il Gruppo 6 (che comprendeva dal 1968 le vetture prototipo, con motore limitato a tre litri di cilindrata) fu fuso con il Gruppo 5, che dal 1968 comprendeva le "Vetture Sport" prodotte in almeno 25 esemplari, e così si ebbe un nuovo Gruppo 5 che comprendeva i "Prototipi di vetture Sport" (denominazione ufficiale: Prototype-Sports Cars) con limite di cilindrata a 3000 cm³, peso minimo incrementato a 650 kg e senza numero minimo di esemplari. Anche questa decisione fu dettata dall'intento di rallentare le vetture, viste le prestazioni delle migliori vetture Sport nel biennio 1970-71, segnatamente le Porsche 917 e le Ferrari 512S e 512M. Le nuove vetture sport-prototipo, che spesso erano vecchie Gruppo 6 adeguate al nuovo regolamento, parteciparono al neonato Campionato Mondiale Marche impiegando motori derivati da quelli di Formula 1, come il Ford Cosworth DFV che permetteva una buona competitività alle vetture spinte da esso ed era disponibile per le scuderie private.

## Tecnica
Il capo della Lola Eric Broadley capì che il mercato avrebbe chiesto una vettura semplice da accoppiare al DFV e pertanto disegnò le due vetture (denominate T280 per la classe tre litri e T290 per la due litri) insieme al capo progettista Bob Marston, con l'aiuto degli allora poco più che ventenni Patrick Head e John Barnard, intorno a un telaio monoscocca in lega d'alluminio, una tecnologia già usata per la T210 e la sua derivata T212, attorno al quale fu modellata una carrozzeria in fibra di vetro molto profilata.
Logicamente la maggiore differenza tra la T280 e la T290 risiedeva nel propulsore, che nella tre litri fungeva da elemento strutturale, come in molte monoposto di Formula 1 sue contemporanee, mentre nella due litri era presente un telaietto supplementare su cui erano montate le sospensioni, data la minore rigidezza strutturale dei piccoli motori quattro cilindri in linea generalmente impiegati nella classe inferiore. La T280, inoltre, necessitava il montaggio dei dischi freno posteriori all'uscita del differenziale anziché sui mozzi delle ruote per poter montare le ruote più larghe necessarie a scaricare a terra la maggiore potenza del motore più grosso, le quali erano montate su cerchioni di misura inadatta ad accogliere i dischi freno. Per entrambe le vetture le sospensioni risultavano piuttosto convenzionali, con quadrilateri deformabili all'avantreno e al retrotreno, dove erano presenti anche bracci longitudinali superiori.

### Varianti

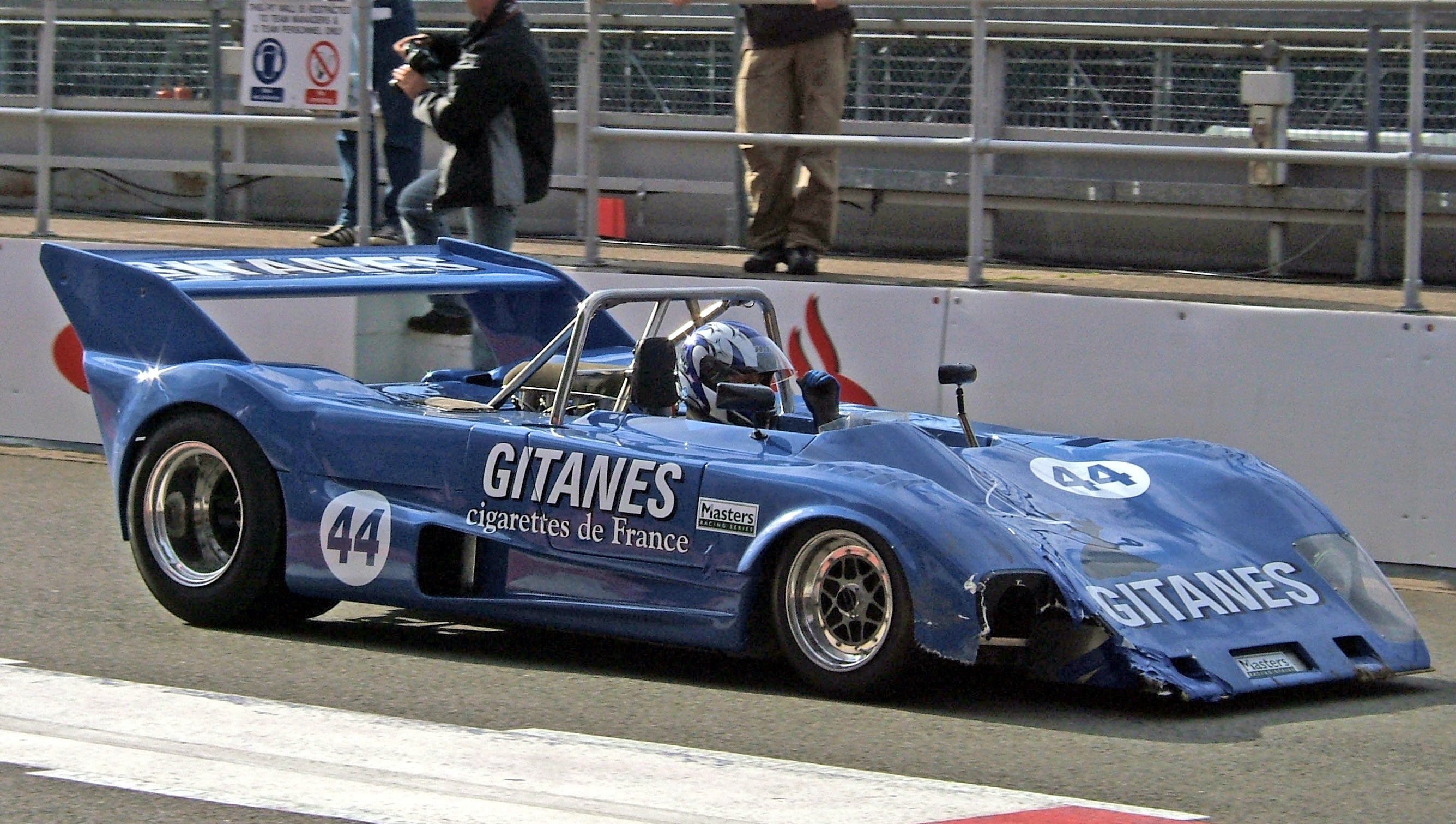
La Lola T282

La stagione seguente furono presentate la T282 e la T292, che videro miglioramenti nell'aerodinamica, con un muso più affilato e un'ala posteriore a tutta larghezza: fu prodotto un solo esemplare tre litri del modello T282 (acquistato dalla Scuderia Filipinetti con la sponsorizzazione della Gitanes), mentre in seguito furono realizzati altri quattro esemplari (denominati T286 - 1976/77) che incorporavano le modifiche aerodinamiche ideate per le vetture due litri derivate dalla T290, mentre nel frattempo i pezzi di ricambio della seconda vettura della Ecurie Bonnier - telaio nr.HU02, rimasta distrutta nell'incidente di Jo Bonnier del 1972 - vennero assemblati dal preparatore elvetico Heini Mader per il connazionale Heinz Schulthess per realizzare una vettura denominata T284 e portata in gara a partire dalla stagione 1974.
La T292 si poneva come una versione migliorata della precedente T290: il telaio monoscocca in alluminio rimase praticamente invariato rispetto alle versioni precedenti. L'unica diversificazione apprezzabile a livello meccanico era la ricollocazione dei freni a disco all'uscita del differenziale anziché sui mozzi ruota, in modo tale da ridurre le masse non sospese e di conseguenza aumentare la manovrabilità della vettura. Per migliorare l'aerodinamicità la parte frontale della vettura venne allungata, mentre posteriormente fu collocato un alettone fisso. Sebbene il progetto fosse destinato principalmente alla classe due litri e potesse accogliere diversi motori quattro cilindri in linea, un esemplare della vettura fu equipaggiato con il propulsore tre litri Ford Cosworth DFV V8 da 445 CV.
La T292 si rivelò un notevole successo commerciale, con una produzione di quasi trenta esemplari, mentre molte delle precedenti T290 furono aggiornate con la carrozzeria della T292 e per il 1974 la vettura fu ulteriormente evoluta in T294 dotata di propulsore BMW M12, sebbene tali modifiche non furono sufficienti a contrastare il dominio della Alpine A441 motorizzata Renault, tanto che l'europeo 2 litri fu cancellato per il 1975 e la produzione della serie T290 fu ripresa nel 1976. I successivi modelli furono denominati T297 (1978), T298 (1978-80) e T299 (1981).
La Lola produsse solo una decina di vetture della serie T280, mentre furono realizzati oltre un centinaio di esemplari delle diverse versioni della T290.

## Risultati sportivi
L'ampio numero di esemplari prodotti, specialmente della serie T290, fece sì che queste vetture venissero impiegate nelle competizioni più disparate.
Due Lola T280-Cosworth DFV furono allestite dalla Ecurie Bonnier del pilota Jo Bonnier per la stagione 1972 del mondiale Marche, dove affrontarono la concorrenza delle squadre ufficiali di Ferrari, Alfa Romeo e Matra, a cui si aggiungevano le Mirage M6 della JWAE, spinte anch'esse dal Ford Cosworth DFV, che si dimostrò un motore dalle vibrazioni distruttive per se stesso e per le vetture che lo montavano. La vittoria alla 4 Ore di Le Mans del marzo 1972 mostrò le potenzialità della T280 in vista della più prestigiosa 24 Ore che si sarebbe tenuta a giugno, dove lo stesso Jo Bonnier fu coinvolto al mattino in un incidente fatale, durante una fase di doppiaggio mentre era in terza posizione.
Il pilota Chris Craft vinse nel 1973 il titolo europeo della categoria "sports car 2 litri" usando una T292 dotata di motore Cosworth BDG da 275 CV.